# Фрид, Мириам
Мириам Фрид (англ. Miriam Fried; род. 1946, Сату-Маре, Румыния) — израильско-американская скрипачка.

## Биография
В двухлетнем возрасте переехала с родителями в Израиль.
Завоевала мировую известность на рубеже 1960—1970-х гг., получив первые премии на конкурсе скрипачей имени Паганини в Генуе (1968) и конкурсе имени королевы Елизаветы в Брюсселе (1971).
В дальнейшем Фрид переехала в США, где училась у Ивана Галамяна в Джульярдской школе и у Джозефа Гингольда в Индианском университете. Её собственная преподавательская карьера началась в 1986 г. на музыкальном факультете Университета штата Индиана. В настоящее время Фрид — профессор Консерватории Новой Англии в Бостоне.
В репертуаре Фрид широкий спектр произведений разных эпох. Внимание публики и специалистов привлекло исполнение ею всех сонат и партит Баха для скрипки соло (Нью-Йорк, 1985). Среди наиболее известных её записей — концерт Сибелиуса для скрипки с оркестром. Фрид также является первой скрипкой известного в США квартета имени Мендельсона.

## Семья
Муж — альтист Пол Бисс, сын виолончелистки Раи Гарбузовой; их сыновья — пианист Джонатан Бисс (род. 1980) и математик, политик Дэниэл Бисс (род. 1977).